# Kościół św. Trójcy w Klecku
Kościół pw. Trójcy Przenajświętszej (farny) w Klecku – zabytek renesansu z silnymi cechami gotyku w mieście Kleck, zniszczony w latach 50. XX wieku z polecenia władz radzieckich.

## Historia

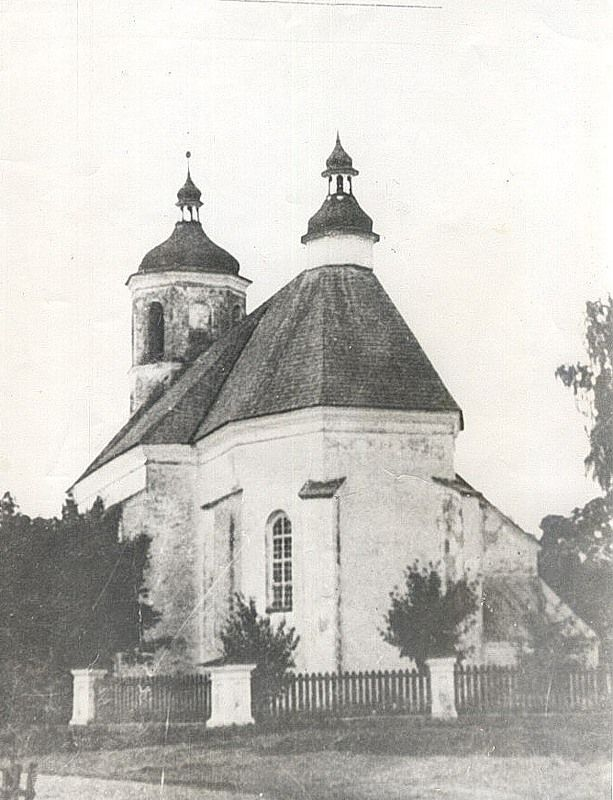
Gotyckie prezbiterium kościoła w Klecku

Klecki kościół parafialny pw. Trójcy Przenajświętszej, murowany z cegieł, był wyprowadzony z fundamentów około 1450 roku kosztem Andrzeja Mostwiłowicza, obywatela nowogródzkiego, a dokończony dzięki ofierze złożonej przez królową Bonę, żonę Zygmunta I Starego, ówczesną kolatorkę tego probostwa. W końcu lat 50. XVI wieku został przekształcony przez Mikołaja Radziwiłła Czarnego w kościół kalwiński. W latach 1560–1562 w świątyni ministrem był Szymon Budny. W drugiej połowie XVI wieku został przebudowany, prawdopodobnie według projektu Jana Marii Bernardoniego. Albrycht Stanisław Radziwiłł odebrał kościół kalwinom i przekazał go katolikom osadzając na nim Marcina z Klecka. W 1607 roku został ponownie poświęcony. 7 stycznia 1652 roku Michał Karol Radziwiłł nadał świątyni fundusz wieczysty.
W 1810 roku Józef Mikołaj Radziwiłł rozpoczął jego gruntowny remont po pożarze. Kościół został wtedy pokryty nowym dachem. Budynek ucierpiał podczas I wojny światowej oraz wojny polsko-bolszewickiej w 1920 roku, kiedy zniszczony został pociskiem artyleryjskim dzwon na wieży kościoła. Został on ponownie przelany w 1937 przez ludwisarnię Braci Felczyńskich w Kałuszu. W tym samym czasie parafianie dokupili 3 mniejsze dzwony.
Świątynia została zburzona przez artylerię Armii Czerwonej w 1944 roku podczas zdobywania miasta. W latach 50. XX wieku zabytek został z polecenia władz radzieckich wysadzony w powietrze. Do dziś zachował się niewielki fragment narożnika.

## Architektura

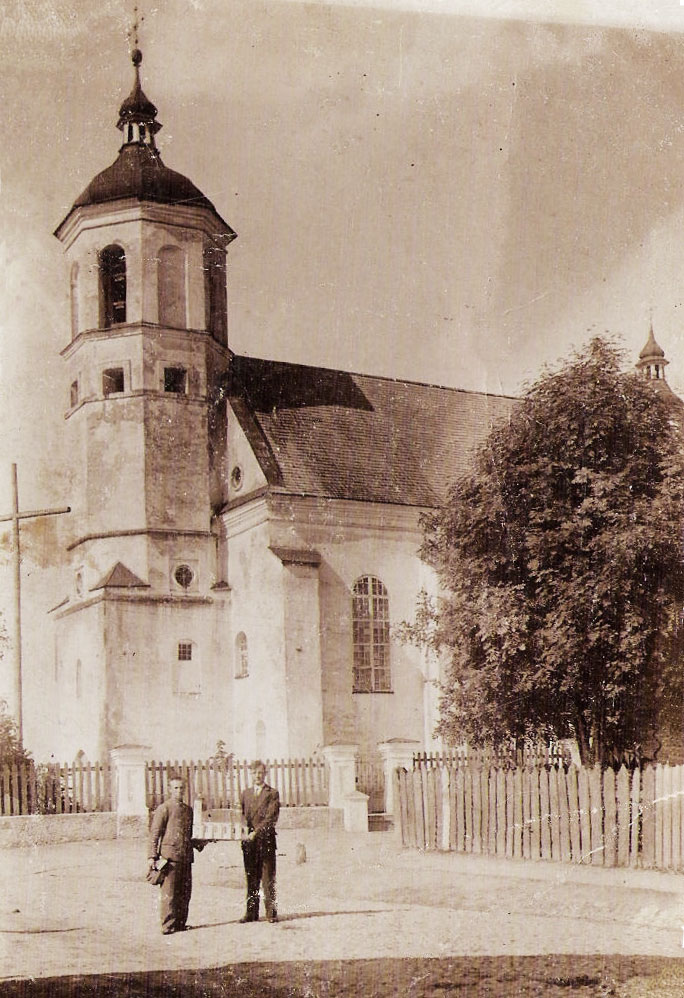
Fara w 1932 roku

Nie wiadomo dokładnie, czy pierwszy kościół w Klecku był murowany, czy drewniany. Murowana świątynia z XVI wieku zbudowana została w przejściowym, gotycko-renesansowym stylu. Jednak zarówno plan, jak i wygląd zewnętrzny kościoła świadczą o popularności w architekturze Wielkiego Księstwa Litewskiego nadal sztuki gotyckiej, pomimo upowszechnienia się już w Rzeczypospolitej architektury renesansowej.

## Opis kościoła
Kościół był zbudowany na planie równoległoboku z jedną wieżą, wznoszącą się nad szczytem; ściana frontowa (fronton) ozdobiona była statuą Jezusa Nazareńskiego. We wnętrzu świątyni mieściło się siedem ołtarzy. Wielki ołtarz był snycerską rzeźbą polakierowaną na czarno, a w nim umieszczony był obraz przedstawiający Trójcę Przenajświętszą; obraz ten był okryty metalową szatą. W bocznych ołtarzach o podobnej strukturze znajdowały się obrazy: św. Mikołaja, św. Anny, Marii Panny ozdobiony srebrną szatą (słynący łaskami), Ukrzyżowanego Chrystusa oraz św. Tadeusza Apostoła. Na chórze znajdowały się organy o jedenastu głosach, ozdobione rzeźbą i malowidłami. Zakrystia była bogato zaopatrzona w srebro i inne sprzęty kościelne.
Źródło: Na podstawie wizytacji ks. Mariana Roztworowskiego S.T.D. z Kongregacji Benedyktynów Cystersko-Kartuzkiej, Prezydent Generalny, Wizytator.